# Contla de Juan Cuamatzi
Contla de Juan Cuamatzi là một đô thị thuộc bang Tlaxcala, México. Năm 2005, dân số của đô thị này là 32341 người.